# Acropolis thalia
Acropolis thalia là một loài bướm ngày thuộc phân họ Satyrinae trong họ Nymphalidae. Chúng là loài duy nhất trong chi đơn loài Acropolis. Chúng thường phân bố ở phía tây rừng cận nhiệt của Trung Quốc.